# Astrolabio

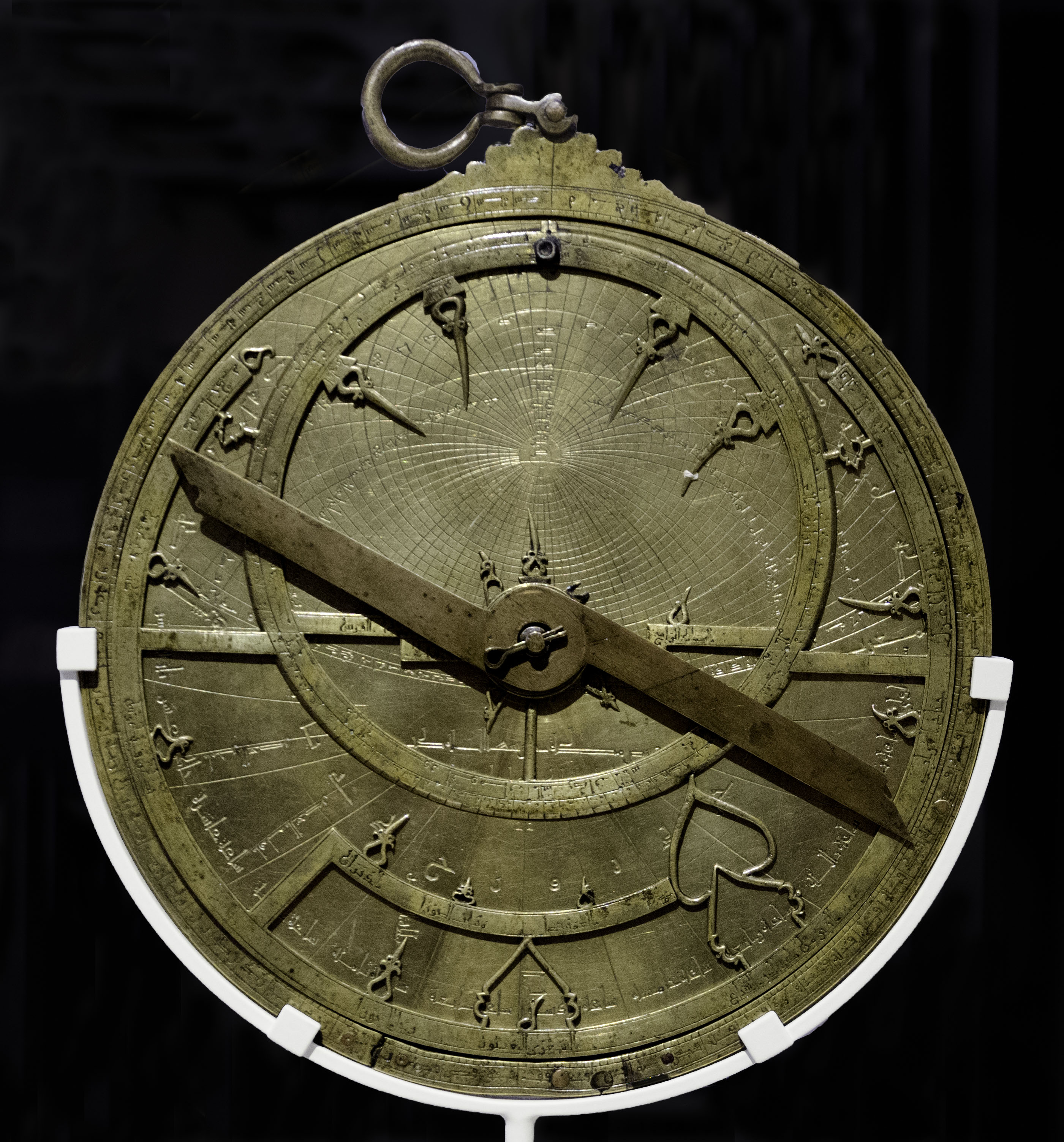
Astrolabio de al-Sahlî, del siglo XI (M.A.N., Madrid).

El astrolabio es un antiguo instrumento astronómico que permite determinar la posición  de las estrellas . La palabra astrolabio procede etimológicamente del griego ἀστρολάβιον, que puede traducirse como «buscador de estrellas».
El astrolabio era usado por los navegantes, y científicos en general para localizar los astros y observar su movimiento, para determinar la hora a partir de la latitud o, viceversa, para averiguar la latitud conociendo la hora. También sirve para medir distancias por triangulación.
Los navegantes musulmanes a menudo lo usaban también para calcular el horario de oración y localizar la dirección de La Meca. Durante los siglos XVI a XVIII, fue utilizado como la principal herramienta de navegación marítima, hasta la invención del sextante, en 1750.

## Tipología
El astrolabio a lo largo de la historia se ha ido perfeccionando y diversificando. De esta forma, nos encontramos con diversos tipos: el astrolabio planisférico diseñado para el cómputo y representación de las posiciones de los astros en una única latitud, el astrolabio universal (válido para todas las latitudes), el astrolabio de Rojas, el astrolabio islámico, el marinero empleado en la localización de buques y el cuadrante. El astrolabio es un objeto parecido a una brújula (también utilizada para guiar a navegantes).

## Historia

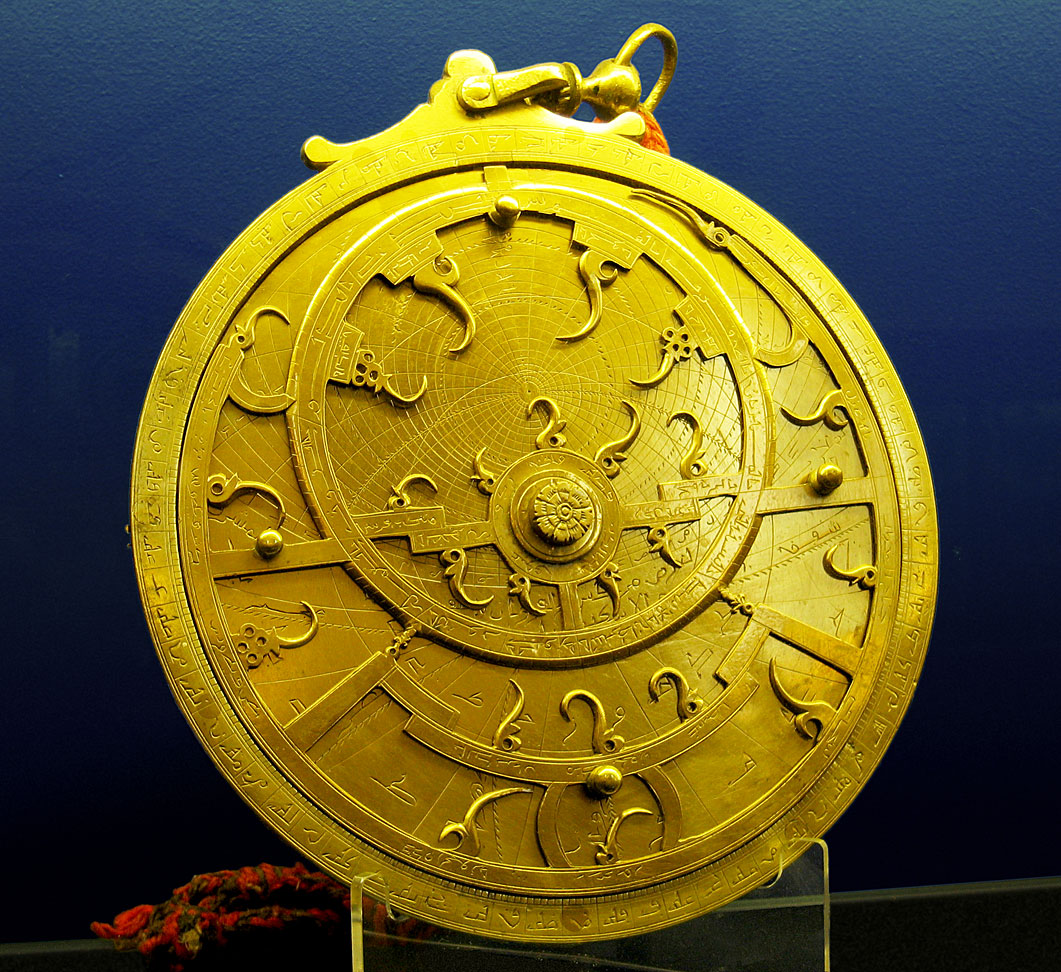
Astrolabio persa del.

### Mundo antiguo
En realidad, no se sabe bien quién fue el inventor original, pero un astrolabio temprano fue inventado en la civilización helenística por Apolonio de Perga entre 220 y 150 a. C., a menudo atribuido a Hiparco. El astrolabio era un matrimonio del planisferio y la dioptra, efectivamente una calculadora analógica capaz de resolver varios tipos diferentes de problemas en astronomía. Teón de Alejandría (c. 335 – c. 405) escribió un tratado detallado sobre el astrolabio, y Lewis sostiene que Ptolomeo usó un astrolabio para hacer las observaciones astronómicas registradas en el Tetrabiblos. Otra obra del astrónomo y matemático griego Ptolomeo, como el Almagesto, ya describe en el siglo II su construcción. La invención del astrolabio plano a veces se atribuye erróneamente a la hija de Teón, Hipatia (c. 350–370; murió 415 d. C.), pero, de hecho, se sabe que ya estuvo en uso al menos 500 años antes de que naciera Hipatia. La atribución errónea proviene de una mala interpretación de una declaración en una carta escrita por el alumno de Hipatia, Sinesio (c. 373 – c. 414), que menciona que Hipatia le había enseñado cómo construir un astrolabio plano, pero no dice nada sobre que ella misma lo haya inventado. También sabemos que Hiparco de Nicea ya construía astrolabios antes que Ptolomeo e Hipatia.[cita requerida]
Los astrolabios continuaron en uso en el mundo de habla griega durante todo el período bizantino. Alrededor de 550 d. C., el filósofo cristiano Juan Filópono escribió un tratado sobre el astrolabio en griego, que es el tratado más antiguo existente sobre el instrumento. El obispo mesopotámico Severus Sebokht también escribió un tratado sobre el astrolabio en el idioma siríaco a mediados del siglo VII. Sebokht se refiere al astrolabio como el hecho con latón en la introducción de su tratado, lo que indica que los astrolabios de metal se conocían en el Oriente cristiano mucho antes de que se desarrollaran en el mundo islámico o en el Occidente latino. El astrolabio más antiguo que se conserva en la actualidad fue construido por el astrónomo persa Nastulus hacia el año 927 y se conserva en el Museo nacional de Kuwait.

Los primeros tratados del Renacimiento que trataban de problemas científicos se basaban en obras clásicas anteriores y, a menudo, se ocupaban de las doctrinas ptolemaicas.
En el siglo VIII ya era ampliamente conocido en el mundo islámico.

### Edad medieval
Los astrolabios se desarrollaron aún más en el mundo islámico medieval, donde los astrónomos musulmanes introdujeron escalas angulares en el diseño, añadiendo círculos que indican azimuts en el horizonte. Se utilizó ampliamente en todo el mundo musulmán, principalmente como ayuda a la navegación y como forma de encontrar la Qibla, la dirección de la Meca. El matemático del siglo VIII Muhammad al-Fazari es la primera persona a la que se atribuye la construcción del astrolabio en el mundo islámico.
La base matemática fue establecida por el astrónomo musulmán Albatenius en su tratado Kitab az-Zij (c. 920 d. C.), que fue traducido al latín por Platón Tiburtinus (De Motu Stellarum). El astrolabio más antiguo que se conserva está fechado en el AH 315 (927-28 AD). En el mundo islámico, los astrolabios se utilizaban para encontrar las horas de salida del sol y de las estrellas fijas, para ayudar a programar las oraciones matutinas (salat). En el siglo X, al-Sufi describió por primera vez más de 1000 usos diferentes de un astrolabio, en áreas tan diversas como la astronomía, la astrología, la navegación, la topografía, el cronometraje, la oración, el Salat, la Qibla, etc.
El astrolabio esférico fue una variación tanto del astrolabio como de la esfera armilar, inventada durante la Edad Media por astrónomos e inventores del mundo islámico.
La descripción más antigua del astrolabio esférico se remonta a Al-Nayrizi (fl. 892-902). En el siglo XII, Sharaf al-Dīn al-Tūsī inventó el astrolabio lineal, a veces llamado "bastón de al-Tusi", que era "una simple varilla de madera con marcas graduadas pero sin miras. Estaba provisto de una plomada y una cuerda doble para realizar mediciones angulares y llevaba un puntero perforado". El astrolabio mecánico de engranajes fue inventado por Abi Bakr de Isfahán en 1235.
El primer astrolabio de metal conocido en Europa occidental es el astrolabio de Destombes, fabricado en latón en el siglo XI en Portugal. Los astrolabios de metal evitaban la deformación a la que eran propensos los grandes de madera, lo que permitía la construcción de instrumentos más grandes y, por tanto, más precisos. Los astrolabios de metal eran más pesados que los instrumentos de madera del mismo tamaño, lo que dificultaba su uso en la navegación.
Hermann von Reichenau o Herman Contractus de la Abadía de Reichenau, examinó el uso del astrolabio en Mensura Astrolai durante el siglo XI. Pedro de Maricourt escribió un tratado sobre la construcción y uso de un astrolabio universal en la última mitad del siglo XIII titulado Nova compositio astrolabii particularis. Los astrolabios universales pueden encontrarse en el Museo de Historia de la Ciencia de Oxford. David A. King, historiador de la instrumentación islámica, describe el astrolobo universal diseñado por Ibn al-Sarraj de Alepo (también conocido como Ahmad bin Abi Bakr; fl. 1328) como "el instrumento astronómico más sofisticado de toda la época medieval y renacentista".
El autor inglés Geoffrey Chaucer (c. 1343-1400) compiló para su hijo Un tratado sobre el astrolabio, basado principalmente en una obra de Messahalla o Ibn al-Saffar. La misma fuente fue traducida por el astrónomo y astrólogo francés Pélerin de Prusse y otros. El primer libro impreso sobre el astrolabio fue Composición y uso del astrolabio de Christian de Prachatice, también utilizando a Messahalla, pero relativamente original.
En 1370, el primer tratado indio sobre el astrolabio fue escrito por el astrónomo Jain, titulado Yantrarāja.
Un astrolabio simplificado, conocido como balesilha o vara de Jacob, era utilizado por los marineros para obtener una lectura precisa de la latitud mientras estaban en el mar. El uso de la balesilha fue promovido por el Príncipe Enrique (1394-1460) mientras navegaba para Portugal.

## Descripción

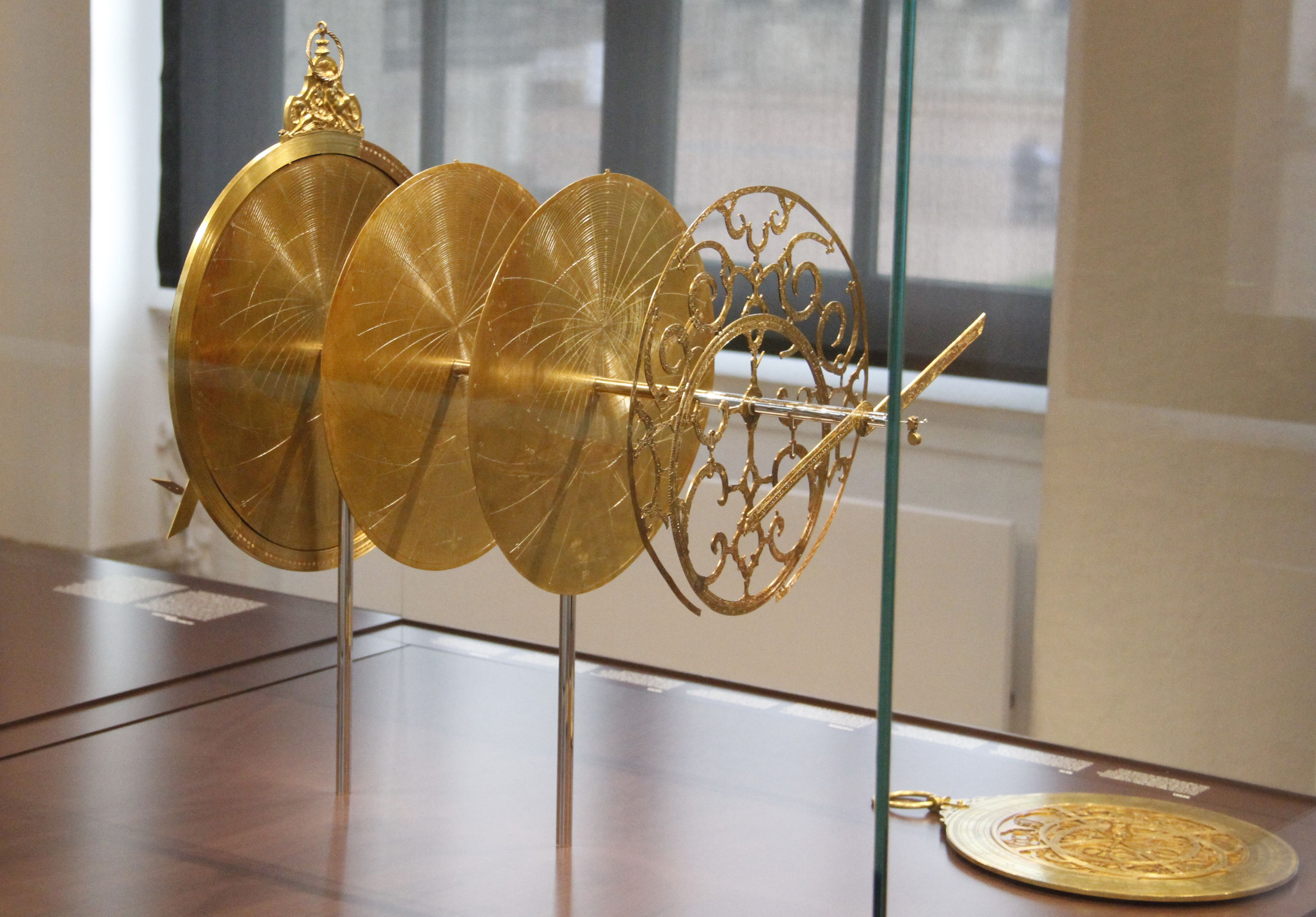
Piezas del astrolabio. De izquierda a derecha: la madre, dos tímpanos para diversas latitudes y la red o araña con las estrellas y la proyección de la eclíptica.

Un astrolabio está formado por un disco llamado mater (madre) que es lo suficientemente profundo como para sostener una o más placas planas incrustadas llamadas tímpanos. El tímpano a su vez está diseñado para una latitud específica, pues contiene grabada una proyección estereográfica de una porción de la esfera celeste sobre el horizonte local (generalmente apuntando hacia el sur). El borde del disco mater suele estar graduado en horas del día, grados de arco o ambos.
Por encima del mater y el tímpano se encuentra la red o araña, una estructura que lleva una proyección del plano de la eclíptica y varios punteros que indican las posiciones de las estrellas más brillantes. La red puede girar libremente sobre el tímpano. Los punteros a menudo son simples puntos, pero dependiendo de la habilidad del artesano pueden ser muy elaborados y artísticos: hay ejemplos de astrolabios con punteros en forma de bolas, estrellas, serpientes, manos, cabezas de perros y hojas, entre otros.  Los nombres de las estrellas indicadas a menudo estaban grabados en árabe o latín. Algunos astrolabios tienen una regla o etiqueta estrecha que gira sobre la red y puede estar marcada con una escala de declinaciones.
La red, que representa el cielo, funciona como un mapa estelar. Cuando se gira, las estrellas y la eclíptica se desplazan sobre la proyección de las coordenadas del tímpano. Una rotación completa corresponde al paso de un día. Por lo tanto, el astrolabio es un precursor del planisferio moderno.
En la parte posterior de la placa mater, a menudo se graban una serie de escalas que son útiles en las diversas aplicaciones del astrolabio. Estas escalas varían de un diseñador a otro, pero pueden incluir curvas para conversiones de tiempo, un calendario para convertir el día del mes en la posición del sol en la eclíptica, escalas trigonométricas y graduación de 360 grados alrededor del borde posterior. 
En la parte posterior del astrolabio también se encuentra la alidada, que no es más que un segmento móvil que puede girar libremente para apuntar objetos de la esfera celeste. Cuando se sostiene el astrolabio verticalmente, la alidada se puede girar y el sol o una estrella se puede observar a lo largo de su longitud, de modo que su altitud en grados se pueda leer ("tomar") desde el borde graduado del astrolabio; de ahí provienen las raíces griegas de la palabra: "astron" (ἄστρον) = estrella + "lab-" (λαβ-) = tomar.
En algunos astrolabios también aparece un cuadro de sombras en la parte posterior, un tipo de grabados desarrollado por astrólogos musulmanes del siglo IX (los dispositivos de la tradición griega antigua solo tenían escalas de altitud en la parte posterior de los dispositivos). El cuadro de sombras se utilizaba para calcular, a través de la longitud de sombra de un objeto y de la altitud del sol, la altura de ese mismo objeto, lo que permitía su aplicación en la práctica de la topografía.
Por lo general, los dispositivos llevaban la firma de su fabricante con una inscripción en la parte trasera del astrolabio, y si había un patrocinador del objeto, su nombre aparecería inscrito en la parte frontal. En algunos casos, también se ha encontrado el nombre del sultán reinante o del maestro del astrolabista inscrito en este lugar. La fecha de construcción del astrolabio también solía estar firmada, lo que ha permitido a los historiadores determinar que estos dispositivos son el segundo instrumento científico más antiguo del mundo. Las inscripciones en los astrolabios también permitieron a los historiadores concluir que los astrónomos solían fabricar sus propios astrolabios, pero que muchos también se hacían por encargo y se guardaban almacenados para vender, lo que sugiere que había un mercado contemporáneo para estos dispositivos.

## Fundamento matemático
La construcción y el diseño de astrolabios tiene como base la aplicación de la proyección estereográfica de la esfera celeste. El punto desde el que se realiza la proyección suele ser el polo sur (el más común en la construcción de astrolabios medievales, mientras que el polo norte es más común en los relojes astronómicos construidos a partir del siglo XIV). El plano sobre el que se realiza la proyección es el del Ecuador.

### El diseño de un tímpano a través de la proyección estereográfica

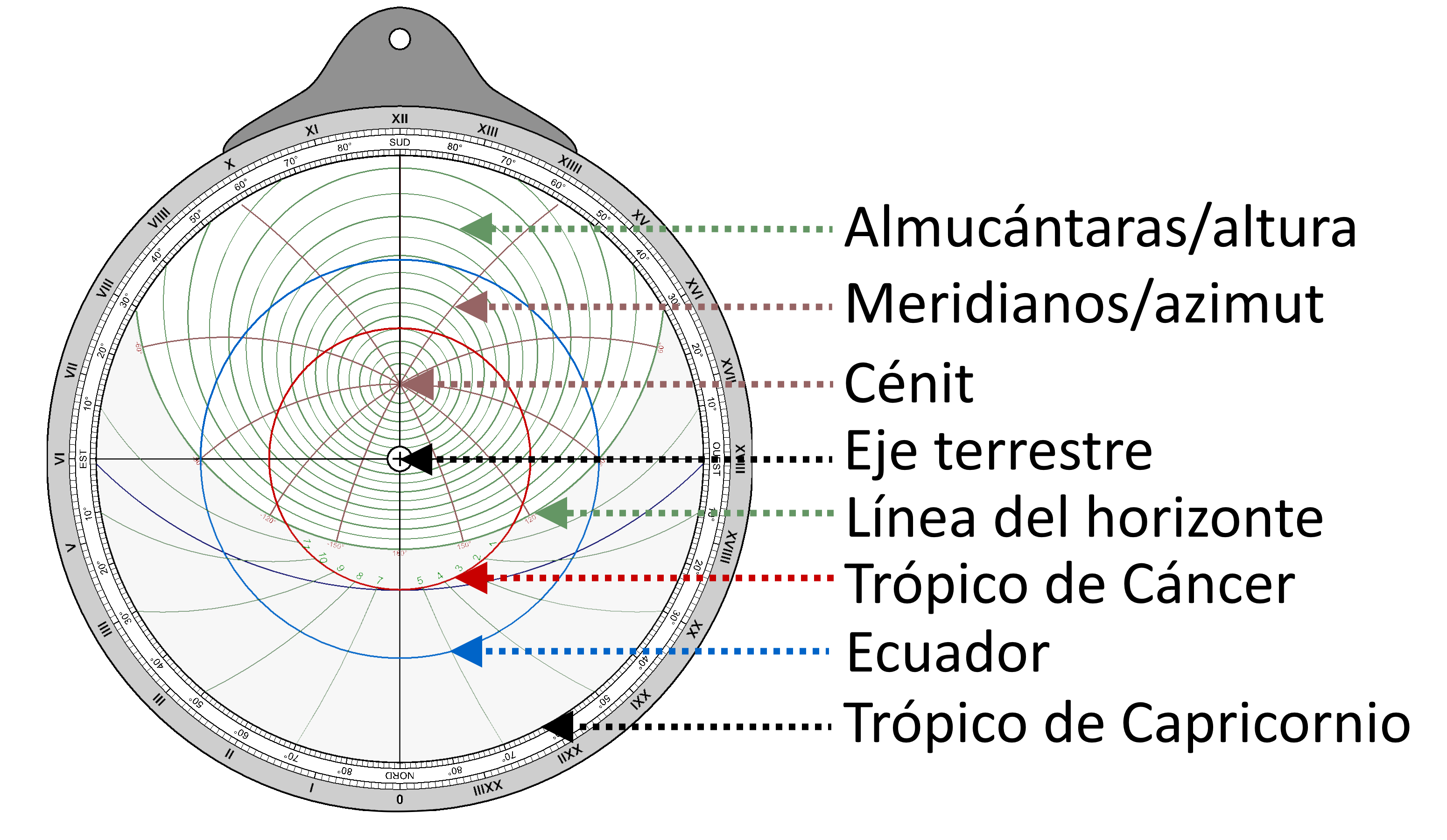
Partes del tímpano de un astrolabio

El tímpano recoge los ejes de coordenadas celestes sobre los que va a girar la red o araña. Es el que va a permitir obtener la posición precisa de una estrella en un momento del día y del año en concreto. Por tanto, en él deben aparecer proyectados:
1. El cénit, que variará en función de la latitud en la que se encuentre el usuario del astrolabio.
2. La línea del horizonte y los almucántaras o circunferencias paralelas al horizonte que van a permitir conocer la altura de un cuerpo celeste (desde el horizonte al cénit).
3. El meridiano principal (meridiano norte-sur, que pasa por el cénit) y los meridianos secundarios o azimut (circunferencias que cortan al meridiano norte-sur en el cénit) y van a permitir conocer los grados de azimut de un cuerpo celeste.
4. Los paralelos de la Tierra (Capricornio, Ecuador y Cáncer) para conocer el momento exacto de los solsticios y los equinoccios a lo largo del año.

#### Los trópicos y el ecuador delimitan el tímpano

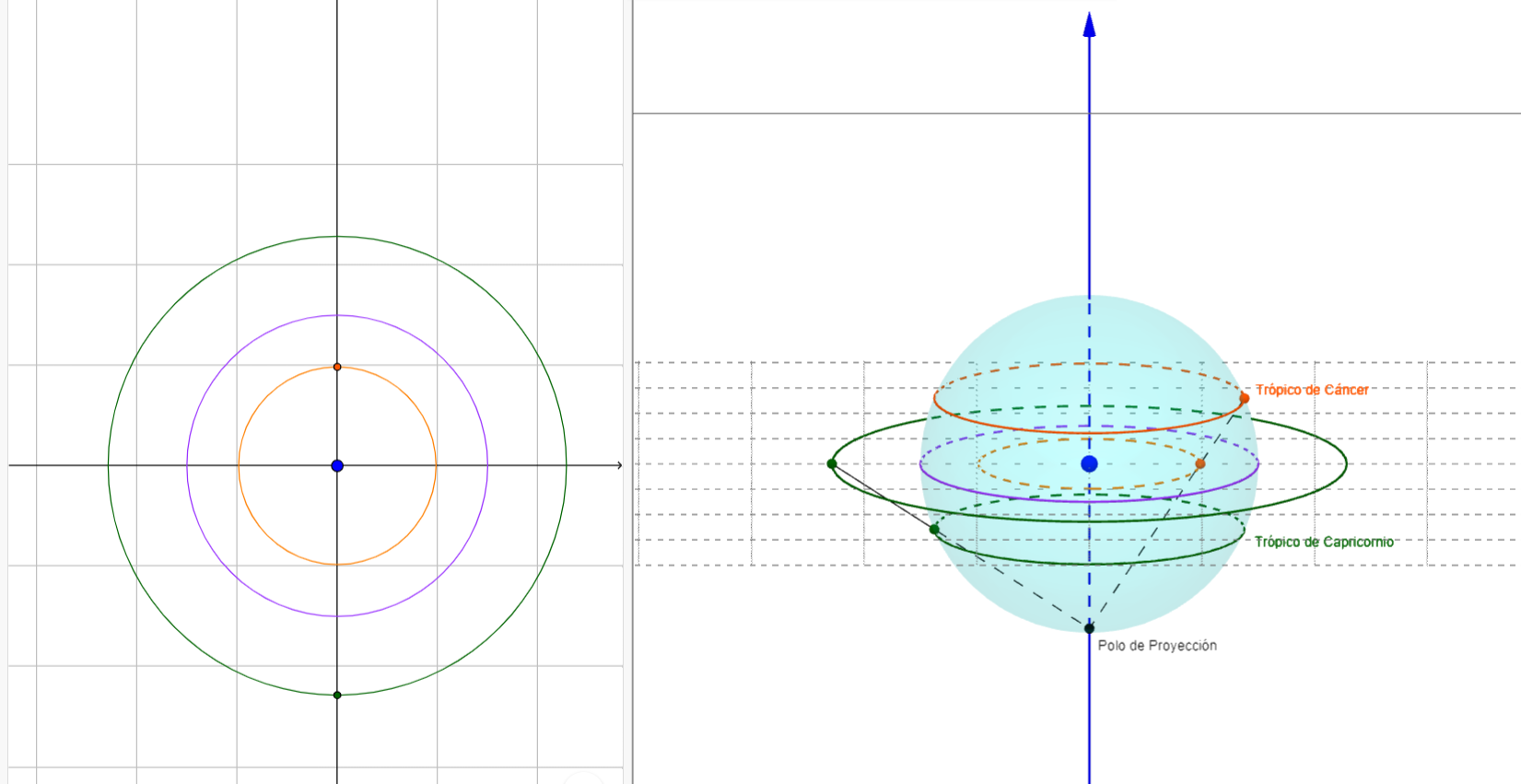
Proyección estereográfica de los trópicos y el ecuador de la Tierra desde el polo sur.

En la parte derecha de la imagen se muestra: 
1. La esfera azul como representación de la esfera celeste.
2. La flecha azul como la dirección del norte geográfico (estrella polar).
3. El punto azul central como la Tierra (donde se encontraría el observador).
4. El sur geográfico de la esfera celeste como el polo de proyección.
5. El plano del ecuador como el plano de proyección.
6. Las tres circunferencias paralelas como la proyección en el firmamento de los paralelos terrestres:
  -      En naranja el trópico de Cáncer.
  -      En morado el ecuador.
  -      En verde el trópico de Capricornio.

Al realizar la proyección sobre el plano ecuatorial resultan tres circunferencias concéntricas que se corresponden con los tres paralelos terrestres (parte izquierda de la imagen, en los mismos colores). El de radio mayor, el trópico de Capricornio, delimita el tamaño del tímpano del astrolabio. El centro del tímpano (y centro de las tres circunferencias), es en realidad el eje norte-sur sobre el que gira la Tierra, y por tanto sobre este punto girará la red o araña del astrolabio conforme pasen las horas del día (debido al movimiento de rotación terrestre). 
Las tres circunferencias concéntricas del tímpano son útiles para conocer el momento exacto de los solsticios y los equinoccios a lo largo del año: si se sabe dónde se encuentra el sol en la red o araña, y su posición coincide sobre la circunferencia exterior del tímpano (trópico de Capricornio), nos encontraremos en el solsticio de invierno (el sol se encontrará en el cénit para un observador que se encuentre en el trópico de Capricornio, es decir, verano en el hemisferio sur y por tanto invierno para el observador que se encuentra en el hemisferio norte). Si, por el contrario, su posición coincide sobre la circunferencia interior (trópico de Cáncer), nos encontraremos en el solsticio de verano. Si su posición está sobre la circunferencia intermedia (ecuador) nos encontramos en uno de los dos equinoccios.

#### El horizonte y la medición de la altura de los cuerpos celestes

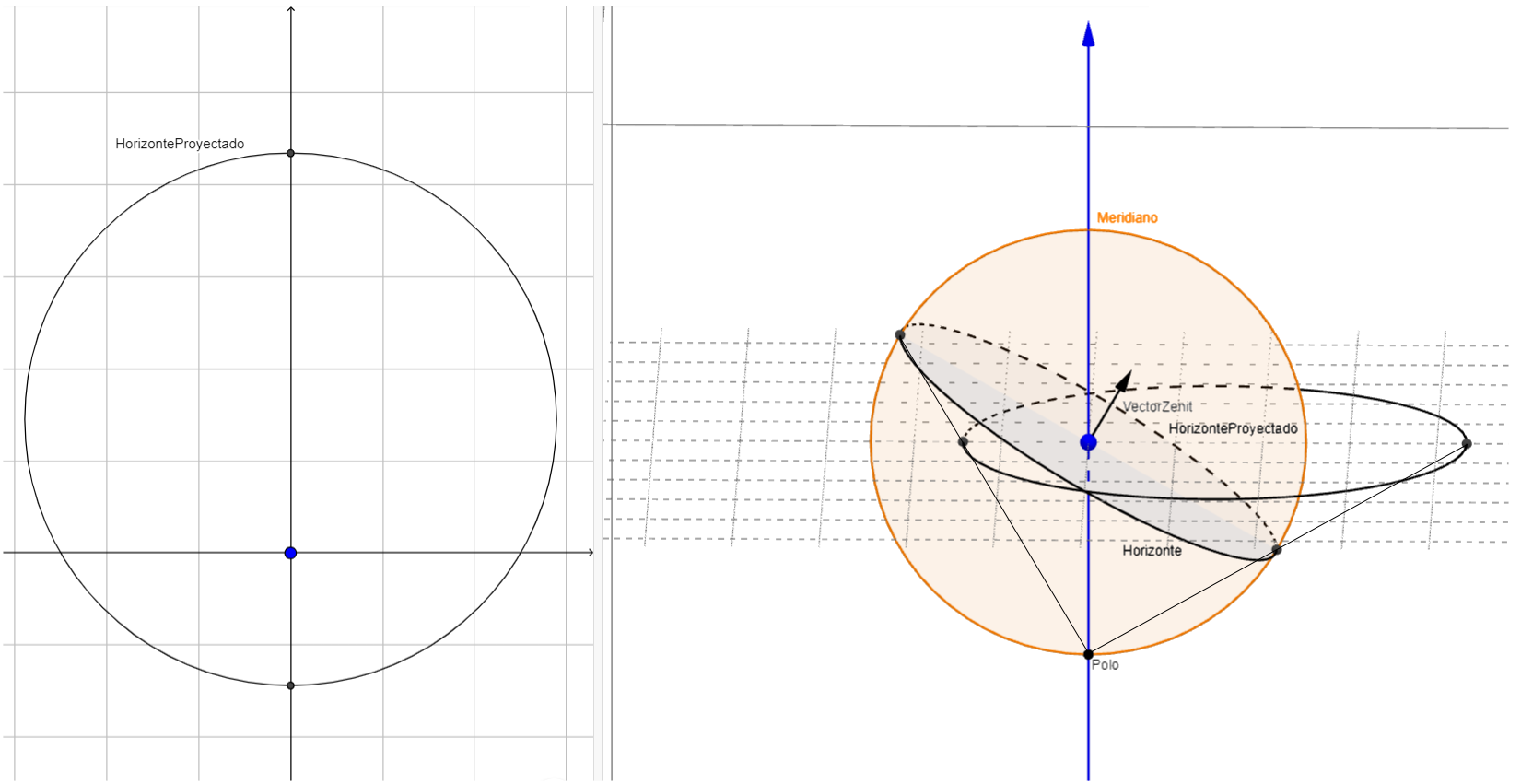
Proyección estereográfica del horizonte de un observador que se encuentra en una determinada latitud

En la parte derecha de la primera imagen se muestra:
1. La flecha azul como la dirección del norte geográfico (estrella polar).
2. El punto azul central como la Tierra (donde se encontraría el observador).
3. La flecha negra como la dirección de cénit para el observador (ésta variaría en función de la latitud a la que se encontrara el mismo).
4. La circunferencia negra como el horizonte que rodea el observador, que es perpendicular al vector del cénit y que delimita la porción de la esfera celeste que es visible para el observador.
5. El sur geográfico de la esfera celeste como el polo de proyección.
6. El plano del ecuador como el plano de proyección.

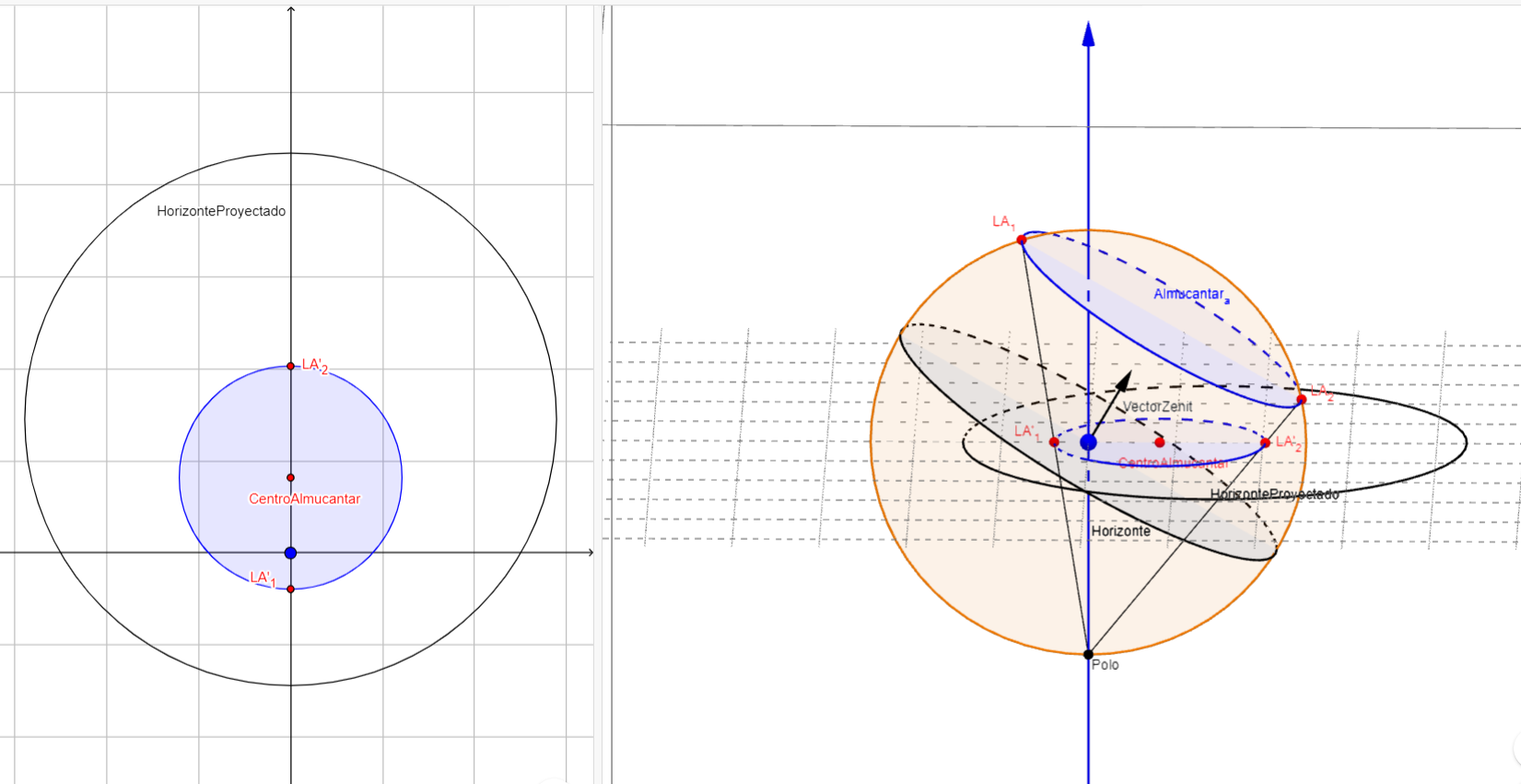
Proyección estereográfica del horizonte y un almicántara desde el polo sur de la esfera celeste.

Al realizar la proyección del horizonte sobre el plano ecuatorial éste se transforma en una elipse desplazada hacia arriba con respecto al eje norte-sur (el centro del tímpano). Esto implica que parte de la esfera celeste quedará fuera de la circunferencia exterior del tímpano (el trópico de Capricornio) y, por tanto, sin representar. 
Si además se trazan circunferencias paralelas al horizonte hasta llegar al cénit (almucántaras) se va construyendo una retícula de elipses consecutivas que permite obtener la altura de una estrella cuando se superponga la red o araña al tímpano diseñado (como se observa en la segunda imagen).

#### Los meridianos y la medición del azimut de los cuerpos celestes

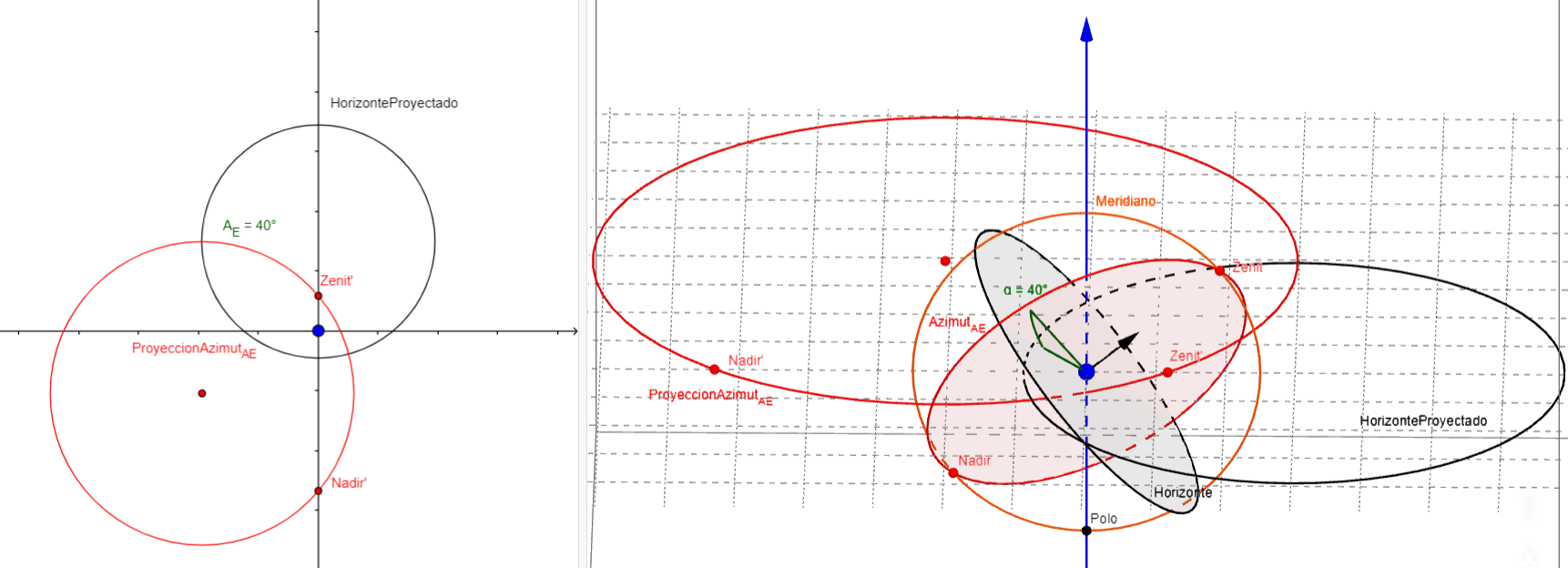
Proyección estereográfica del meridiano norte-sur y de un meridiano 40° E sobre el tímpano de un astrolabio

En la parte derecha de la imagen se muestra:
1. La flecha azul como la dirección del norte geográfico (estrella polar).
2. El punto azul central como la Tierra (donde se encontraría el observador).
3. La flecha negra como la dirección de cénit para el observador (ésta variaría en función de la latitud a la que se encontrara el mismo).
4. La circunferencia negra como el horizonte que rodea el observador, que es perpendicular al vector del cénit y que delimita la porción de la esfera celeste que es visible para el observador.
5. Los puntos rojos como el cénit y el nadir (punto de la esfera celeste opuesto al cénit con respecto al observador).
6. La circunferencia naranja como el meridiano principal (o meridiano que va, para el observador, desde el norte del horizonte hasta el sur del horizonte pasando por el cénit).
7. La circunferencia roja como un meridiano secundario, con un azimut de 40° Este con respecto al horizonte del observador, y que como todo meridiano secundario corta al meridiano principal en el cénit y el nadir.
8. El sur geográfico de la esfera celeste como el polo de proyección.
9. El plano del ecuador como el plano de proyección.

Al realizar la proyección del meridiano principal o meridiano norte-sur resultaría una línea  recta que se solapa con el eje vertical del tímpano en la que se encuentra el cénit y el nadir. Sin embargo, al realizar la proyección del meridiano 40° E, se obtiene otra circunferencia que pasa tanto por la proyección el cénit como por la del nadir, por lo que su centro se encuentra en la mediatriz del segmento que une ambos puntos. Se puede considerar, en realidad, la proyección del meridiano norte-sur como una circunferencia de radio infinito (una recta) cuyo centro se encuentra en dicha mediatriz y a una distancia infinita de estos dos puntos. 
Si se realiza la proyección de sucesivos meridianos que dividan la esfera celeste en sectores iguales ("gajos de una naranja" que partan del cénit), se obtendrá una familia de curvas que pasan por la proyección del cénit en el tímpano. Éstas son las que permiten, una vez superpuesta la red o araña con las estrellas principales, obtener el azimut de una estrella que se encuentre en dicha red y girada para un momento del día en concreto.